# 後方乱気流カテゴリー
後方乱気流カテゴリー（こうほうらんきりゅうカテゴリー、英：Wake_turbulence_category）は後方乱気流から飛行機を離すために国際民間航空機関(ICAO)によって定められたものである(p4-12)。

## 後方乱気流カテゴリー
2020年から最大離陸重量によって4つのカテゴリーに分類されている。(p4-12)
- Lighit(L)：7000kg未満の航空機
- Medium(M)：7000kg以上136000kg未満の航空機
- Heavy(H)：Super(J)に含まれない136000kg以上のすべての航空機
- Super(J)：ICAO ドキュメント 8643 Aircraft Type Designators 等に指定される特定の機種

### 航空管制
航空管制において管制や他機に対して後方乱気流への注意を促すために Super もしくは Heavy の機体はコールサインの直後に Super もしくは Heavy を含めることが推奨されている。